# Artur Baumann
Artur Baumann (auch Arthur Baumann; * 10. Februar 1905 in Gera; † 18. August 1991 in Berlin) war ein deutscher Politiker (SED) und Gewerkschafter. Er war von 1950 bis 1952 Vorsitzender des FDGB-Landesvorstandes Sachsen.

## Leben
Baumann wurde als Sohn eines Schneiders in Gera geboren. Nach dem Besuch der Volksschule machte er eine Lehre zum Bäcker und arbeitete in diesem Beruf, später auch als Arbeiter in einem Kammgarnbetrieb und als Transportarbeiter. 1921 trat er dem Deutschen Textilarbeiter-Verband bei. 1923 wurde er Mitglied des Kommunistischen Jugendverbands Deutschlands, 1926 Mitglied der Kommunistischen Partei Deutschlands. Nach der „Machtergreifung“ durch die Nationalsozialisten 1933 war Baumann mehrfach inhaftiert. Ab 1937 arbeitete er als Feinschleifer. Noch 1945 wurde er zur Wehrmacht eingezogen und geriet in amerikanische Kriegsgefangenschaft.
Im Jahr 1946 wurde er Mitglied der Sozialistischen Einheitspartei Deutschlands (SED) und baute den Verband der Metallarbeiter in Leipzig mit auf. Ab 1946 war er Zweiter Vorsitzender, von 1948 bis 1950 Erster Vorsitzender des Landesvorstandes Sachsen der IG Metall. Nach einem Studium an der Parteihochschule „Karl Marx“ beim ZK der SED 1949/1950 wurde Baumann Mitglied der SED-Landesleitung Sachsen, Vorsitzender des FDGB-Landesvorstandes Sachsen und Mitglied des Sächsischen Landtags (jeweils bis zur Auflösung der Länder in der DDR 1952). Ab 1952 war er Mitglied des Bezirkstags Leipzig, 1953 fungierte er als kommissarischer Vorsitzender des Zentralvorstandes der IG Metall. Von 1950 bis 1955 Mitglied des FDGB-Bundesvorstandes, war er 1952/1953 Abteilungsleiter ebendort. Ab 1953 war er Sekretär und Mitglied des Präsidiums des Zentralvorstandes der IG Metall/Metallurgie bzw. der IG Metall.
Von 1958 bis 1960 war er Mitarbeiter der Abteilung Gewerkschaften und Sozialpolitik im ZK der SED. 1970 trat er in den Ruhestand und wurde Vorsitzender des Arbeitskreises verdienter Gewerkschaftsveteranen der IG Metall.
Baumann war mit Johanne Baumann  (1906–1994) verheiratet. Beide wurden auf dem Zentralfriedhof Berlin-Friedrichsfelde in der Gräberanlage für Opfer des Faschismus und Verfolgte des Naziregimes  beigesetzt.

## Schriften
- Die Arbeiterkontrolle mit allen Kräften verwirklichen. In: Die Arbeit. Zeitschrift für Theorie und Praxis der Gewerkschaften 8 (1954), S. 100–105.

## Auszeichnungen
- Baumann erhielt den Vaterländischen Verdienstorden in Bronze (1957) sowie in Silber (1970) und Gold (1975).